# Повіка

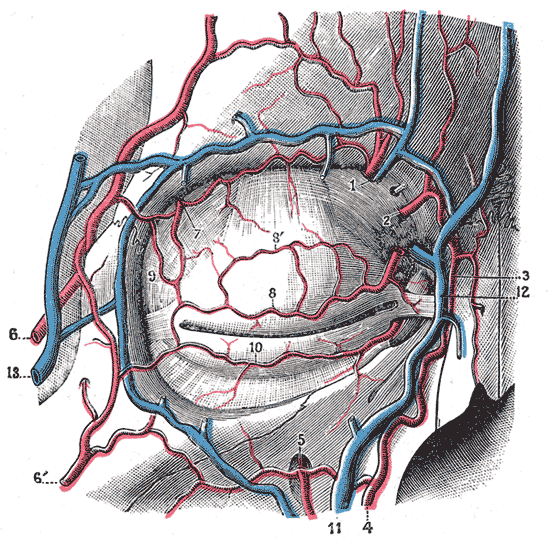
Система кровообігу повік

Пові́ки — рухливі шкірні складки навколо очей у хребетних тварин. Захищають очі від зовнішніх пошкоджень, сприяють змочуванню їх слізною рідиною, очищенню рогівки і склери. У ссавців на вільному краї повіки розташовані вії і гирла залоз.

## Будова
Повіки захищають передню поверхню ока від несприятливого впливу довкілля і сприяють рівномірному зволоженню рогівки і кон'юнктиви. У повіках розрізняють два шари: поверхневий (передній) — шкірно-м'язовий, складається зі шкіри та підшкірної м'язи, і глибокий (задній) — кон'юнктивальної-хрящової, що складається з хряща і кон'юнктиви, що покриває хрящ ззаду. Кордон між цими двома шарами видна на вільному краї повіки у вигляді сіруватою лінії, розташованої попереду численних отворів мейбомієвих залоз (залози хряща повіки).
Передній шар верхньої та нижньої повіки містить вії, поблизу коріння яких закладені сальні залози.
На краю верхньої та нижньої повіки у внутрішнього кута очної щілини знаходяться слізні точки, які є початком слізних канальців.
У товщі обох повік, ближче до вільного їх краю, закладені пластинки дуже щільної сполучної тканини — хрящі повік. У людини, в порівнянні з мавпами, ці хрящі розвинені значно сильніше, складаючи близько третини висоти повіки.
Зовнішня поверхня повік вкрита дуже тонкою шкірою.

### Нижня повіка
Знизу обмежено підочною борозною. Форма нижньої повіки мало варіює.

### Верхня повіка
Виявляє у своїй будові значні відмінності, які визначають більшою мірою особливості очної області в цілому.
Виділяють кілька типів складки верхньої повіки: верхню — надборозенну (орбітальну), розташовану у верхній частині повіки, вище надочної борозни; середню — підборозенну, що починається нижче борозни; нижню — тарзальну, що починається ще нижче.
У місці переходу шкіри верхньої повіки в шкіру очниці утворюється надочноямкова борозна, яка буває виражена в різному ступені.
Одним з частих уражень верхньої повіки є виворот її (ентропіон). Таке може відбуватися при різних патологіях, зокрема при синдромі Акерманів.